# Ceylanpınar (district)
Ceylanpinar is een Turks district in de provincie Şanlıurfa en telt 69.571 inwoners (2007). Het district heeft een oppervlakte van 2200,8 km².
De bevolkingsontwikkeling van het district is weergegeven in onderstaande tabel.
| 1997   | 2000   | 2007   |
| ------ | ------ | ------ |
| 50.348 | 67.817 | 69.571 |